# オースケリー島
オースケリー島 (英語: Auskerry, 古ノルド語: Austrsker, east skerry) は、スコットランド、オークニー諸島の東端にある小島である。島は、北海のストロンゼー島の南にあり、1866年に完成した灯台がある。

## 解説
オースケリー島は、ストロンゼー島の3マイル (5 km)南に浮かぶ小さく、平らで、赤い砂岩の島である。立石や中世の礼拝堂は、早くから設立された証である。島は、1960年に灯台が自動制御となってから、一時無人となった。島は昔、鰭脚類を探すのに人気の土地であった。
オースケリー島には、珍しいノース・ロナルドセーを飼う家族が30年間住んでいる。島には、3つの小さな風力タービンや4つのソーラーパネルがあり、ほとんどの電力を供給している。シングルルームの石小屋は、拡張と修復の後、4つの寝室、キッチン、シャワールーム、リビングを備えた近代的な家となった。化学処理式トイレは、戸外で汚染浄化槽に貯められるようになっている。郵便は月に一度、漁船によってストロンゼー島から運ばれる。

## 灯台

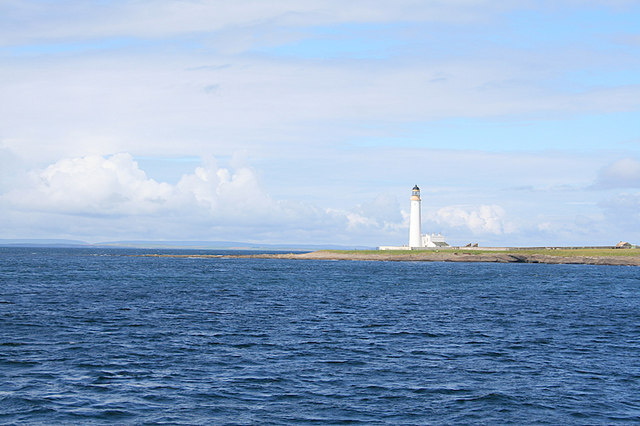
オースケリー灯台

116メートルのノルウェーの貨物船、「ヘースティングス・カウンティ (Hastings County)」は、1926年に濃霧の中、オースケリー島の北西に乗り上げた。貨物は半分破壊され、残骸は広範囲に広がり、海岸にはエンジンが残った。
灯台はストロンゼー入り江の北の入口を照らしている。灯台は1866年に、エンジニアのデヴィッド・スティーヴンソンとトマス・スティーヴンソンによって建設された。2方向に付けられており、低い方は店として年中使われ、高い方は主に夏に使用された。

## 野生生物
オースケリー島は、キョクアジサシやウミツバメの営巣地となっており、その重要性から特別保護地区になっている。イギリスのヒメウミツバメの4.2%は、島で繁殖する。